# Duna-Gőzhajózási Társaság
Az Első Duna-Gőzhajózási Társaság vagy DGT, (németül: Erste Donau-Dampfschiffahrts-Gesellschaft vagy DDSG, 1829-ben alakult osztrák hajózási cég volt, amelynek a Duna magyar szakaszán is nagy szerepe volt az utasok és az áruk szállításában. 
A DGT működtette az első rendszeres hajójáratot Bécs és Pest között 1831-től, és rendszeres hajójáratot működtetett Pest és Buda között 1845-től, amikor még nem volt híd a két város között.
A DGT építette az Óbudai Hajógyárat az Óbudai-szigeten 1835-ben. Ez volt az első ipari léptékű gőzhajógyár a Habsburg Birodalomban.
A gőzhajók szénnel történő ellátásának biztosítására a DGT Pécsen szénbányákat nyitott, és az 1850-es években megépítette a Pécs–Mohács-vasútvonalat és a mohácsi kikötőt.

## Fordítás
Ez a szócikk részben vagy egészben  a   Donaudampfschiffahrtsgesellschaft című angol Wikipédia-szócikk ezen változatának fordításán alapul.  Az eredeti cikk szerkesztőit annak laptörténete sorolja fel. Ez a jelzés csupán a megfogalmazás eredetét és a szerzői jogokat jelzi, nem szolgál a cikkben szereplő információk forrásmegjelöléseként.